# Cemal Gürsel
Cemal Gürsel [dʒeˈmal ɟyɾˈsæl], född 10 juni 1895 i Hınıs i provinsen Erzurum, död 14 september 1966 i Ankara, var en turkisk general och politiker som var Turkiets president 1960–1966.

## Biografi
På grund av sin kritik av regeringen Menderes avskedades Gürsel som arméöverbefälhavare i maj 1960, men genomförde tre veckor senare en statskupp och installerade sig själv som provisorisk stats- och regeringschef.
Efter parlamentsvalen 1961 och efter den samma år införda nya författningen utsågs han till Turkiets fjärde president och regerade i nästan 6 år innan han blev avsatt, 28 mars 1966, strax före sin död. Som president höll han en moderat politisk linje.